# 岑
岑（しん）は漢姓の一つ。『百家姓』の67番目の姓である。2020年の中華人民共和国の統計では人数順の上位100姓に入っておらず、台湾の2018年の統計では274番目に多い姓で、805人がいる。

## 由来
漢族の岑姓は地名に起源する。周の時代、文王が甥の渠（異母弟の耀の子）に岑亭の地（現在の陝西省韓城市付近）を封地として与えたことにより、渠の子孫は岑姓を名乗る。また、秦檜の「秦」を避けるために、清の時代に浙江省に住んでいた秦姓の一族は名字を同音の岑姓に改姓したこともある。
チワン族に多い名字である。

## 著名な人物
- 岑彭 - 後漢初期の後漢の武将。
- 岑文本 - 唐の宰相・文学家。
- 岑参 - 唐の詩人。
- 岑毓英 - 清の軍人・政治家。チワン族。
- 岑春煊 - 清・中華民国の政治家。チワン族。
- 岑浩輝 - マカオの政治家・弁護士。第4代マカオ特別行政区行政長官。